# تماشاخانه استاد مشایخی
تماشاخانه استاد مشایخی یک سالن نمایش تئاتر است که در ضلع شمال غربی چهارراه ولیعصر قرار دارد. این سالن زیر مجموعه مرکز آفرینش‌های هنری تئاتر مان است.

## تاریخچه
تماشاخانه استاد مشایخی فعالیت خود را از ۱۹ دی با میزبانی کارگاه آموزشی رؤیای پروانه‌ای به سرپرستی جونجو کیم از کره جنوبی و در قالب کارگاه‌های آموزشی سی و دومین جشنواره بین‌المللی تئاتر فجر آغاز کرد. و در سوم اسفندماه ۱۳۹۲ و با حضور هنرمندان برجسته تئاتر کشور به‌طور رسمی افتتاح شد.
تماشاخانه مشایخی در سال ۹۵، نوسازی شد و با تعویض جایگاه وصندلی‌ها، ظرفیت سالن به ۶۵ نفر افزایش یافت. همچنین نورپردازی اتاق فرمان هم تجهیز شد، که شامل افزایش تعداد پرو‍ ژکتورها و خط‌های نوری در سالن است.